# Etnia (revista)
Etnia, también conocida como Revista Etnia, fue una revista académica anual sobre temáticas de las Ciencias del Hombre, como la antropología social, etnología, folklore, lingüística y arqueología; aunque estaba abierto también a científicos de otras disciplinas en temáticas relacionadas (sociólogos, historiadores, cientistas políticos).  

## Historia
Esta revista científica fue editada por el Instituto de Investigaciones Antropológicas de Olavarría (IIAO) y el Museo Etnográfico Municipal Dámaso Arce de la ciudad de Olavarría (Provincia de Buenos Aires, Argentina). El primer director de la revista fue Enrique Palavecino, aunque por un corto periodo de tiempo, dado que falleció al año siguiente, en 1966. Luego se desempeñó como director Guillermo Madrazo, quien le dio una proyección nacional e internacional a la revista. En su última etapa, el director de la revista fue Hugo Ratier. 
A lo largo de historia fue siempre una revista semestral. Desde su primer número en 1965 mantuvo la periodicidad y continuidad hasta el año 1979, momento en el cual dejó de salir publicada por varios años, como consecuencia de problemas producidos por el denominado Proceso de Organización Nacional, que provocó una desestructuración de las ciencias antropológicas en Argentina durante esos años. Retomó la publicación en el año 1984, luego del regreso a la democracia el año anterior. Fue posible su reedición en 1984 cuando se estableció nuevamente el gobierno democrático en la Argentina. Desde los números 44-45 (correspondiente a los años 2000-2002), y como forma de paliar la crisis económica que dificultaba la publicación en papel de la revista, comenzó a salir en formato digital, sin embargo, sólo se pudieron publicar unos pocos números más, siendo el último número publicado el 45, del año 2004. 
Desde los inicios, y durante varios años, se publicó también un boletín de la revista que tuvo como nombre Actualidad Antropológica, en el cual se discutían notas breves, así como algunos otros aspectos de las nuevas corrientes teóricas que existían en la época. También era un medio para comunicar distintas noticias sobre la disciplina antropológica en el país.